# シーローンチ

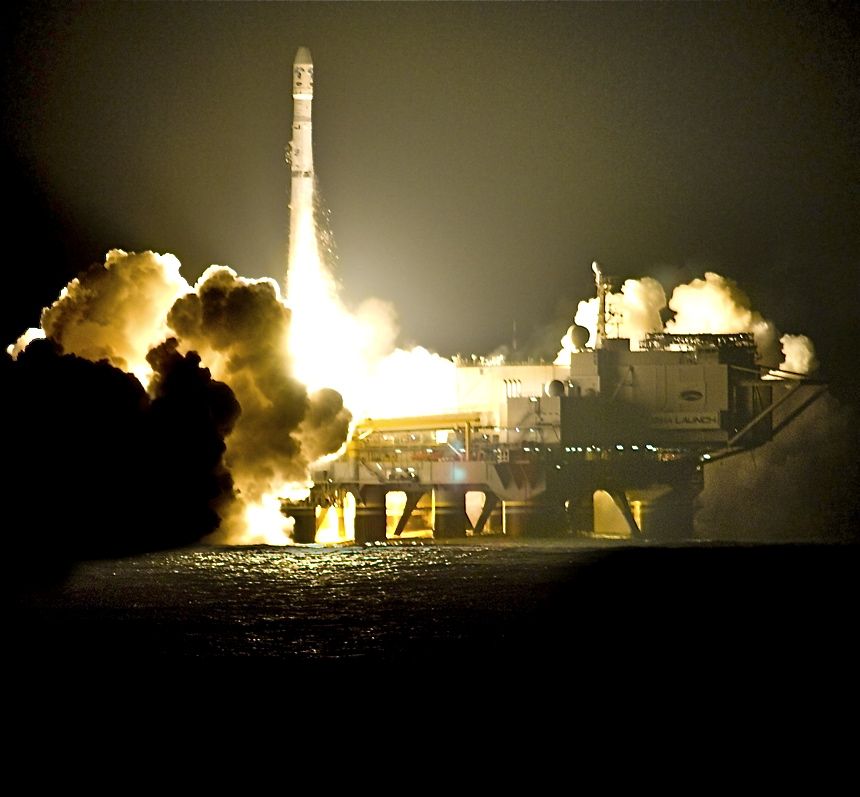
オーシャン・オデッセイからのゼニット3SLの打ち上げ

シーローンチ (Sea Launch) は、海上からゼニット3SLロケットを使って、人工衛星を打ち上げる商用サービス会社である。
1995年に米露など多国籍の企業による共同事業として開始されたが、2009年の経営破綻を経て、2016年以降はロシアのS7グループに所属する。しかし移籍後は、打ち上げは凍結状態にある。

## 概要

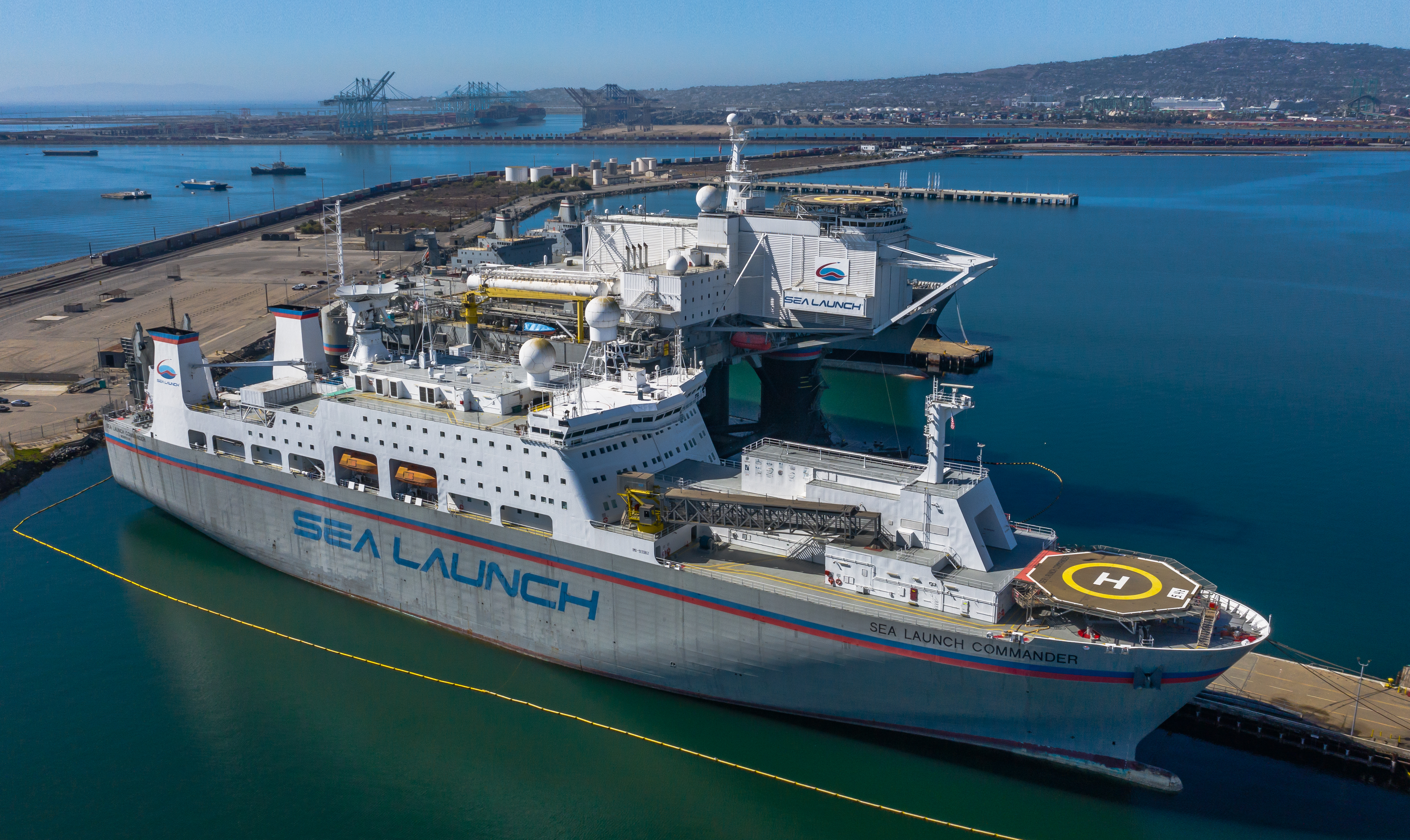
シーローンチ・コマンダーとオーシャン・オデッセイ

海上発射システムを採用することにより、従来の地上発射の場合のような地理的、物理的制約を受ける事が少なく、海洋上のあらゆる場所から打ち上げが可能となり、地上発射型に比べ経費を減らす事ができる。特に赤道直下まで移動して打ち上げることにより、より効率的に人工衛星を軌道に投入することができ、静止トランスファ軌道に6.1tを投入できる。
打ち上げシステムは司令船「シーローンチ・コマンダー」と打ち上げプラットホーム「オーシャン・オデッセイ」 の2隻で構成されている。母港はカリフォルニア州ロングビーチ。司令船「シーローンチ・コマンダー」も同所で建造された。通信設備・発射管制設備のほか、ロケット整備用格納庫を有する。プラットホーム「オーシャン・オデッセイ」 は石油プラットフォームを改造したものであり、打ち上げ地点でロケットを直立させて発射する。
2008年現在、シーローンチが世界で唯一の海上発射型打ち上げ施設であるが、概念は唯一ではない。1964年から1988年にイタリアのローマ・ラ・サピエンツァ大学とNASAが共同でケニア沖のサン・マルコ・プラットフォームで人工衛星を打ち上げていた。
打ち上げに使用する機体を陸上用に改良し、バイコヌール宇宙基地から打ち上げる「ランド・ローンチ」というサービスも展開している。

## 歴史
シーローンチ連合は1995年に設立された、アメリカ合衆国、ロシア、ウクライナ、ノルウェーの企業による共同事業である。最初のロケットは1999年に打ち上げられた。ボーイングが運営している。
2006年3月、社長のジム・マサー (Jim Maser) が会社を離れてスペースXに社長として加わると発表した。
2007年1月30日の打上げ失敗により経営環境が悪化、2009年6月22日に10億ドル相当の負債を抱え経営破綻し、連邦倒産法第11章の適用を受けた。2009年4月以降、約2年半に渡ってロケットの商業打ち上げは中断されていたが、2011年9月24日ユーテルサット社の通信衛星アトランティックバード7の打ち上げに成功し、商業打ち上げ事業に復帰した。
経営破綻後はRSCエネルギアがほとんどの株式を所有していたが、2016年にロシア最大手の航空会社S7航空を持つS7グループにより1億5千万ドルで買収された。司令船と打ち上げプラットホームもロシアに移管されたが、その際に打ち上げ用の機器は取り外されており、2020年現在打ち上げは凍結されている。

## 出資

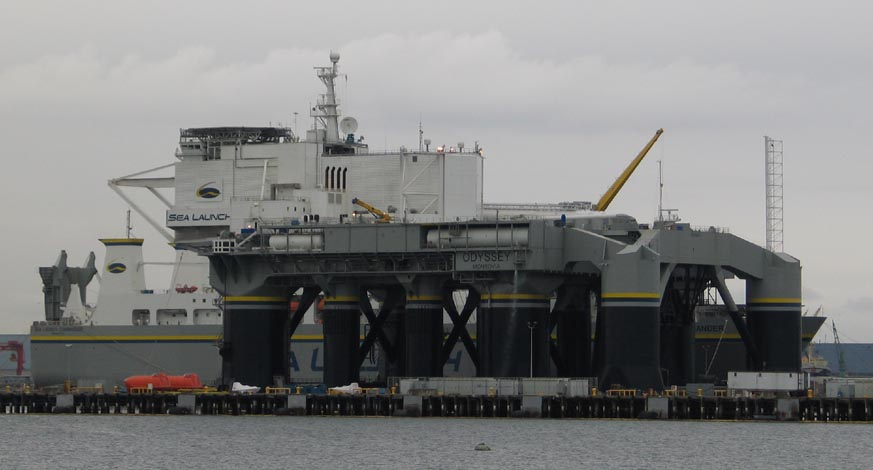
シーローンチの打ち上げプラットホーム オーシャン・オデュッセイ Ocean Odyssey

4カ国の4社が出資している。当初、ケイマン諸島に英国法人として設立をしたが、後にカリフォルニア州に本店所在地を移転し米国法人となった。
2010年に連邦倒産法第11章の適用を受け再建型破産をした後、株式の大多数がロシアの権益に買収された。
出資構成を以下に示す。
| 出資企業                          | 国             | 出資割合 (1995 － 2010) | 出資割合 (2010 － 2018) | 役割                                                                               |
| --------------------------------- | -------------- | ----------------------- | ----------------------- | ---------------------------------------------------------------------------------- |
| エネルギア                        | ロシア         | 25%                     | 95%                     | ブロックDM-SL (ゼニット3SLの三段目に使用)                                          |
| ボーイング                        | アメリカ合衆国 | 40%                     | 2.5%                    | システム統合、ペイロード・エンクロージャー(打ち上げ中の衛星を保護するノーズコーン) |
| アケル・ソリューションズ          | ノルウェー     | 20%                     | 2.5%                    | 打ち上げプラットホーム (オーシャン・オデッセイ) 、指令船(シーローンチ・コマンダー) |
| ユージュノエ設計局 / POユズマシュ | ウクライナ     | 15%                     | 0%                      | 二段式ゼニットロケット (ゼニット3SLの一段目、二段目に使用)                         |

シーローンチ計画は1995年、ローンチカスタマーとしてヒューズ・エアクラフトが最初の10基とさらに10基のオプション契約を行い、スペースシステムズ/ロラールも5基の打ち上げ契約を行ったことでスタートした。

## 打ち上げ実績
1999年3月27日、最初の打ち上げが行われた。最初の商業衛星の打ち上げは同年10月9日である。
| 回数 | 日付           | ペイロード                  | 重量  | 成否                             |
| ---- | -------------- | --------------------------- | ----- | -------------------------------- |
| 1    | 1999年3月27日  | DemoSat                     | 4.5 t | 成功                             |
| 2    | 1999年10月9日  | DIRECTV 1-R                 | 3.5 t | 成功                             |
| 3    | 2000年3月12日  | ICO F-1                     | 2.7 t | 失敗 （墜落）                    |
| 4    | 2000年7月28日  | PAS-9                       | 3.7 t | 成功                             |
| 5    | 2000年10月20日 | Thuraya-1                   | 5.1 t | 成功                             |
| 6    | 2001年3月18日  | XM-2 ROCK                   | 4.7 t | 成功                             |
| 7    | 2001年5月8日   | XM-1 ROLL                   | 4.7 t | 成功                             |
| 8    | 2002年6月15日  | Galaxy IIIC                 | 4.9 t | 成功                             |
| 9    | 2003年6月10日  | Thuraya-2                   | 5.2 t | 成功                             |
| 10   | 2003年8月7日   | EchoStar IX/Telstar 13      | 4.7 t | 成功                             |
| 11   | 2003年9月30日  | Galaxy XIII/Horizons-1      | 4.1 t | 成功                             |
| 12   | 2004年1月10日  | Telstar-14/Estrela do Sul 1 | 4.7 t | 成功                             |
| 13   | 2004年5月4日   | DIRECTV-7S                  | 5.5 t | 成功                             |
| 14   | 2004年6月28日  | Telstar-18                  | 4.8 t | 一部失敗（予定軌道に投入出来ず） |
| 15   | 2005年3月1日   | XM-3                        | 4.7 t | 成功                             |
| 16   | 2005年4月26日  | SPACEWAY-1                  | 6.0 t | 成功                             |
| 17   | 2005年6月23日  | Intelsat IA-8               | 5.5 t | 成功                             |
| 18   | 2005年11月8日  | Inmarsat 4-F2               | 6.0 t | 成功                             |
| 19   | 2006年2月15日  | EchoStar X                  | 4.3 t | 成功                             |
| 20   | 2006年4月12日  | JCSAT-9                     | 4.4 t | 成功                             |
| 21   | 2006年6月18日  | Galaxy 16                   | 5.1 t | 成功                             |
| 22   | 2006年8月22日  | コリアサット5号             | 4.9 t | 成功                             |
| 23   | 2006年10月30日 | XM-4                        | 4.7 t | 成功                             |
| 24   | 2007年1月30日  | NSS-8                       | 5.9 t | 失敗（点火直後爆発）             |
| 25   | 2008年1月15日  | Thuraya-3                   | 5.2 t | 成功                             |
| 26   | 2008年3月19日  | DirecTV-11                  | 5.9 t | 成功                             |
| 27   | 2008年5月21日  | Galaxy 18                   | 4.6 t | 成功                             |
| 28   | 2008年7月16日  | EchoStar XI                 | 5.5 t | 成功                             |
| 29   | 2008年9月24日  | Galaxy 19                   | 4.7 t | 成功                             |
| 30   | 2009年4月20日  | SICRAL 1B                   | 3.0 t | 成功                             |
| 31   | 2011年9月24日  | Atlantic Bird 7             | 4.6 t | 成功                             |
| 32   | 2012年5月31日  | Intelsat 19                 | 5.6 t | 成功                             |
| 33   | 2012年8月19日  | Intelsat 21                 | 6.0 t | 成功                             |
| 34   | 2012年12月3日  | Eutelsat-70B                | 5.0 t | 成功                             |
| 35   | 2013年2月1日   | Intelsat 27                 | 6.2 t | 失敗（墜落）                     |
| 36   | 2014年5月26日  | Eutelsat 3B                 | 6.0 t | 成功                             |

1. ↑  プログラムエラーにより第二段エンジンが早期に停止し海上へ墜落した
2. ↑  第三段エンジンが早期に停止し予定より低い軌道に衛星が投入されたが、後に衛星側のエンジンで不足分を補うことで予定軌道に到達した。
3. ↑  発射台上で爆発し、打ち上げプラットフォームが損傷を受けた。原因究明と修理のため打ち上げが1年間凍結された。後の調査で燃料ポンプに金属片が混入したことが原因と判明した。この失敗により打ち上げ事業が滞ったことが、経営破綻の一因になった。
4. ↑  発射後に徐々に姿勢を崩し始め、25秒後にエンジンが自動停止して海上へ墜落した。

## ランド・ローンチ
ランド・ローンチ (Land Launch) はシーローンチの子会社であり、ゼニットロケットをバイコヌール宇宙基地の45番射場から打ち上げる。使用されるロケットは2段式のゼニット-2SLBと3段式のゼニット-3SLBである。
最初の打ち上げは2008年4月28日05:00 GMTにゼニット-3SLBでAMOS-3 (AMOS-60) を静止軌道へ投入した。
2回目の打ち上げは2008年8月21日にマレーシアのMEASAT-3A通信衛星を打ち上げる予定だったが打ち上げの準備中にクレーンによって破損した。
2回目の打ち上げは2009年2月26日にテルスター11Nを成功裏に打ち上げた。
ランドローンチはゼニット-3SLを用いるシーローンチとは異なり、ロシア製の小型フェアリングを使い軽量化される等、改良されたゼニット-3SLBが用いられ、ペイロードは静止トランスファ軌道を経由せずに直接静止軌道へ投入される。高緯度からの打上げのため、シーロンチに比べ打上げ能力は6割程度の3.7tとなっている。

## 打ち上げ実績
| 回数 | 日付           | 機種          | ペイロード       | 重量 | ペイロードの種類 | 軌道     | 結果 | 備考                           |
| ---- | -------------- | ------------- | ---------------- | ---- | ---------------- | -------- | ---- | ------------------------------ |
| 1    | 2008年4月28日  | ゼニット 3SLB | AMOS-3           | 1.3t | 商業用 通信衛星  | 静止軌道 | 成功 | ランドローンチの最初の打ち上げ |
| 2    | 2009年2月26日  | ゼニット 3SLB | テルスター11N    | 4.0t | 商業用 通信衛星  | 静止軌道 | 成功 |                                |
| 3    | 2009年6月22日  | ゼニット 3SLB | MEASAT-3a        | 2.3t | 商業用 通信衛星  | 静止軌道 | 成功 |                                |
| 4    | 2009年11月30日 | ゼニット 3SLB | インテルサット15 | 2.4t | 商業用 通信衛星  | 静止軌道 | 成功 |                                |
| 5    | 2011年10月5日  | ゼニット 3SLB | インテルサット18 | 3.2t | 商業用 通信衛星  | 静止軌道 | 成功 |                                |
| 6    | 2013年8月31日  | ゼニット 3SLB | AMOS-4           | 4.2t | 商業用 通信衛星  | 静止軌道 | 成功 |                                |